# Тьеба, Поль Каба
Поль Каба Тьеба (фр. Paul Kaba Thieba; род. 28 июля 1960, Бобо-Диуласо, Уэ, Верхние Бассейны, Верхняя Вольта) — буркинийский государственный деятель и экономист, премьер-министр Буркина-Фасо с 6 января 2016 по 21 января 2019 года.

## Биография

### Молодые годы и образование
Поль Каба Тьиеба родился 28 июля 1960 года в Бобо-Диуласо.
Тьеба учился в колледже Сен-Жан-Батист-де-ла-Саль для детей буркинийской элиты, а в 1979 году окончил лицей Филиппа Зинды Каборе со степенью бакалавра серии «C». После этого он поступил в университет Уагадугу, по окончании которого получил степень в области делового администрирования (1982 год) и степень магистра в области делового администрирования (1983 год). Затем Тиеба учился в университете Гренобль 2 и получил диплом магистра перспективных исследований в области валютных операций и банковских финансов (1984 год), а также степень доктора в области валютных операций, финансов и банковского дела (1987 год). В 1988 году он окончил университет Париж V с дипломом о специальном высшем образовании в области банковского дела и финансов.

### Карьера в экономической сфере
С декабря 1988 по декабрь 1991 года занимал пост менеджера по финансам «Caisse des dépôts et consignations» в Париже, где участвовал в управлении паевыми инвестиционными фондами и отвечал за секьюритизацию. С января 1992 по октябрь 1993 года работал в департаменте стратегического маркетинга «CDC», где участвовал в техническом проектировании инвестиционных продуктов для пенсионных фондов и страховых компаний. С ноября 1993 по сентябрь 1998 года работал в штате монетарного фонда Центрального банка государств Западной Африки в Дакаре (Сенегал), где внёс свой вклад в разработку и реализацию секьюритизации и стратегии расширения денежного рынка, а также был членом экспертной группы по созданию Абиджанской фондовой биржи и участвовал в подготовке нормативно-правовой базы для эмиссии ценных бумаг ВСЕАО. С сентября 1998 по июль 2000 года был начальником валютного отдела ВСЕАО, отвечая за привнесение резервных активов на международные финансовые рынки и сотрудничество с Международным валютным фондом. С июля 2000 по декабрь 2006 года был заместителем директора отдела финансовых операций ВСЕАО, где помогал правительственным департаментам в области административно-технической координации услуг (обмен валюты, инвестиции резервов в иностранную валюту, мониторинг рыночных рисков). С января 2007 по декабрь 2008 года был директором отдела финансовых операций ВСЕАО, отвечая за выполнение банковских операций от имени государства и кредитных учреждений, управление резервами, а также мониторинг международной экономики, особенно в зоне влияния денежно-кредитной политики основных банков мира на валютные рынки и рынки облигаций. С января 2009 по декабрь 2011 года был советником директора департамента общих дел ВСЕАО, где контролировал информационные системы, юридические и административные вопросы. С января 2012 по февраль 2014 года был советником директора отдела операций ВСЕАО, где отвечал за фидуциарную деятельность, внедрение платёжных систем и средств, рыночные операции и микрофинансирование. С февраля 2014 года занимал пост управляющего директора Фонда финансовой стабильности Западноафриканского экономического и валютного союза в Уагадугу (Буркина-Фасо), где отвечал за административное и финансовое управление фонда.

### Пост премьер-министра Буркина-Фасо
После завершения переходного периода, длившегося с момента октябрьского восстания 2014 года и до проведения новых президентских выборов, 28 декабря 2015 года премьер-министр Буркина-Фасо Исаак Зида подал президенту Мишелю Кафандо прошение об отставке. 6 января 2016 года новоизбранный президент Буркина-Фасо Рок Марк Кристиан Каборе назначил Тьебу на пост премьер-министра. Он отметил, что принял должность премьера потому, что «думаю, что политика, которую ведёт глава государства, будет отвечать ожиданиям населения, ожиданиям молодых людей с точки зрения занятости, демократии, социального прогресса», и «я уверен, что через несколько дней мы будем иметь правительство, удовлетворяющее ожидания и проблемы, с которыми сталкивается население Буркина-Фасо». Тьеба является технократом, практически неизвестным среди своих соотечественников и проведшим большую часть своей карьеры в западноафриканских финансовых институтах, благодаря чему он не имеет большого опыта в политике. Несмотря на многолетнюю дружбу c Каборе ещё со времён их учёбы в одном колледже, Тьеба не является членом президентской партии «Народное движение за прогресс», не имеющей абсолютного большинства в парламенте для утверждения своего правительства без создания коалиции.
8 января Тьеба встретился со своим предшественником на посту премьер-министра Исааком Зидой и обсудил с ним ряд тем. 13 января Тьеба привёл к присяге новое правительство, в котором Каборе занял должность министра национальной обороны. Тьеба сказал, что выбрал этих 29 министров на основании «этики, честности, компетентности, необходимости восстановления политического класса и представительстве женщин», отметив, что это «небольшая команда для многого», в том числе для налаживания «хорошего управления, экономических реформ для устойчивого роста и снижения социального разделения».
Испытания для нового руководства Буркина-Фасо не заставили себя долго ждать. 15 января боевики террористической организации «Аль-Каида в странах исламского Магриба», ответственные за ноябрьский захват 170 заложников в гостинице в Мали и убийство 19 человек, совершили несколько террористических актов и осадили гостиницу в самом центре Уагадугу. В ходе последовавшего штурма силы безопасности Буркина-Фасо вместе с войсками Франции и США отбили отель, уничтожив всех боевиков. Из 176 заложников погибло 29 человек, свыше 50 было ранено. 16 января Тьеба созвал внеочередное заседание правительства, по итогам которого заявил, что «атака такого масштаба» является «беспрецедентной в истории нашей страны», отметив, что «силы обороны и безопасности делают свою работу, и мы просим всех тех, кто владеет информацией, помочь им в выполнении своей миссии». 17 января Тьеба вместе с премьер-министром Мали Модибо Кейтой посетил место террористической атаки и получил от него слова соболезнования и предложение о расширении сотрудничества в борьбе с терроризмом. 21 января Тьеба встретился со своим соотечественником и исполнительным секретарем Организации договора о всеобъемлющем запрещении ядерных испытаний Лассиной Зербо и обсудил с ним международные попытки искоренения терроризма
19 января 2019 года правительство П. Тьебы подало в отставку (исполняло обязанности до 21 января).

## Личная жизнь
Женат, трое детей. Владеет английским и французским языками.